# Teli-ka-Mandir

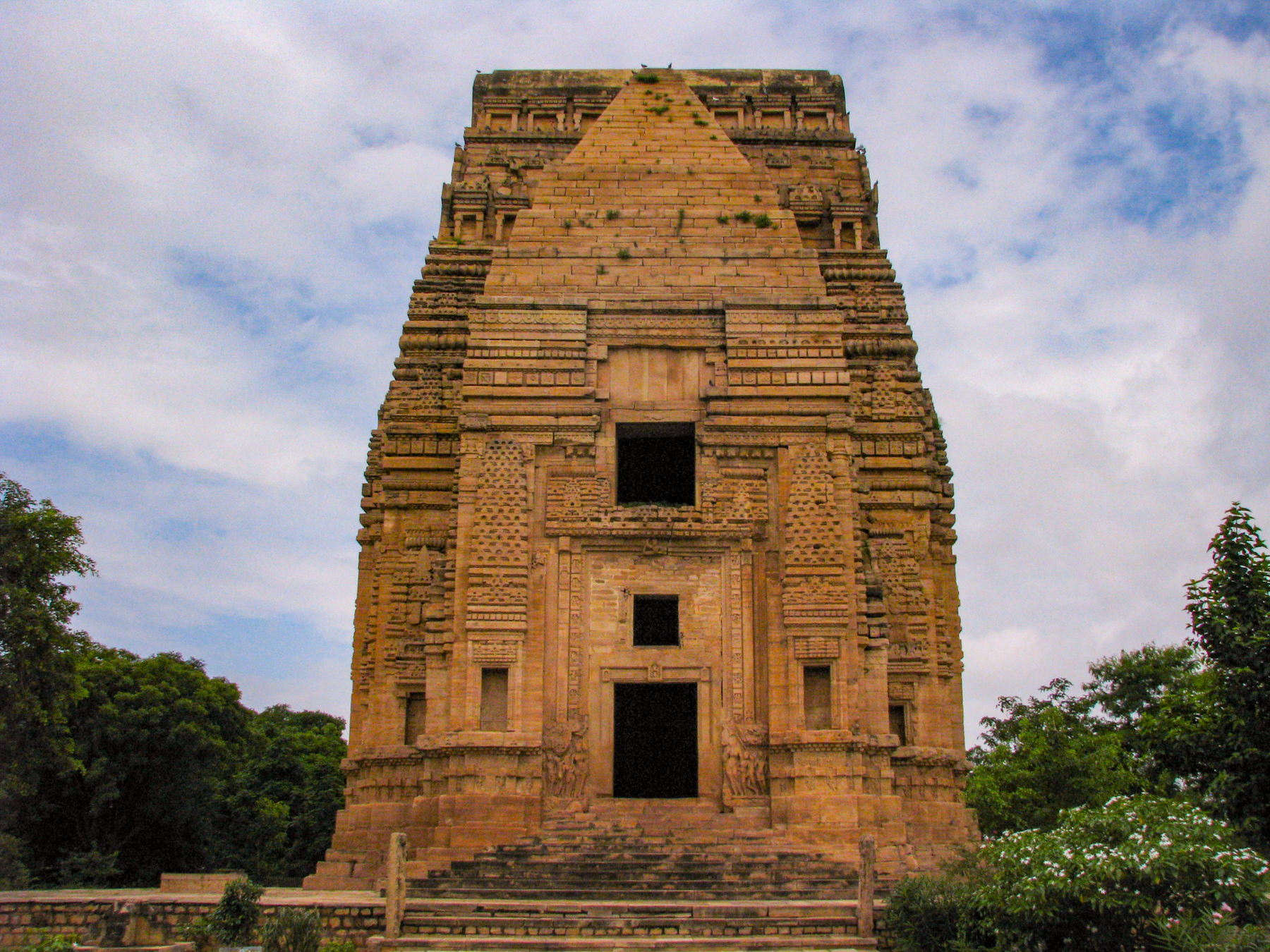
Der aus der Ferne blockhaft und massig wirkende Teli-ka-Mandir (ca. 780) ist architektonisch vielfältig gegliedert und reich mit Figuren und Ornamenten geschmückt. Der obere quergelagerte Bauteil erinnert an südindische Bauten (vimana). Die ursprünglich riesige Portalzone wurde in späterer Zeit deutlich verkleinert; eine offene Vorhalle (mandapa) hat nie existiert.

Der Teli-ka-Mandir (Sanskrit: मन्दिर, IAST: mɐnd̪ir = „Tempel“) ist ein in architektonischer Hinsicht ungewöhnlich gestalteter Hindu-Tempel im Fort von Gwalior, Madhya Pradesh. Er wird den Pratihara-Tempeln zugerechnet.

## Lage
Der nach Osten orientierte Tempel liegt im Bereich des ungewöhnlich reich mit kulturellen Sehenswürdigkeiten ausgestatteten Forts von Gwalior, das – auf einem etwa 200 m hohen und eine Fläche von ca. 2 km² einnehmenden Felsplateau gelegen – die Stadt überragt.

## Geschichte

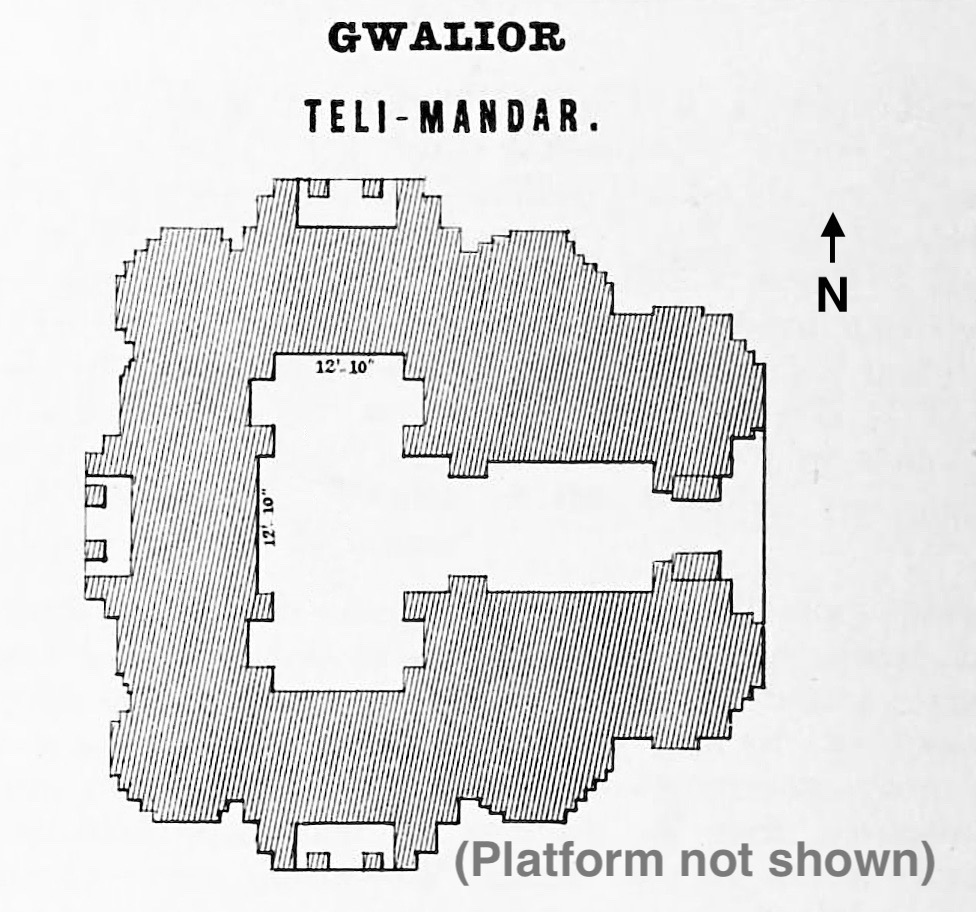
Grundriss des Tempels

Zur Geschichte des Teli-ka-Mandir liegen keine schriftlichen Zeugnisse (Bauinschriften, Urkunden etc.) vor. Wegen der schieren Größe des Tempels nur bedingt zulässige stilistische Vergleiche mit seinen unmittelbaren Vorläufern – dem Tempel Nr. 20 in Naresar und dem Ramesvara-Mahadeva-Tempel in Amrol – lassen jedoch eine geringfügig spätere Datierung (ca. 770) vermuten.

## Weihe
Die Zuordnung des Tempels ist unklar – aufgrund der vielen Götterbildnisse aus dem shivaitischen Umfeld (s. u.) könnte es sich um einen Shiva-Tempel gehandelt haben: An prominenter Stelle, in der oberen Mitte der ursprünglichen Portaleinfassung, ist jedoch eine Garuda-Figur zu sehen, die ganz eindeutig Vishnu zuzuordnen ist, manchmal aber auch nur eine apotropäische (Unheil abwehrende) Funktion hat. Der rechteckige Grundriss der Cella (garbhagriha) würde jedoch im Kontrast stehen zu einem runden Shiva-Lingam und der ihn einschließenden – üblicherweise quadratisch geformten – Yoni. R. D. Trivedi nimmt eine Zuschreibung an die sieben weiblichen Muttergottheiten (matrikas) an, was auch zu den sieben – heute leeren – Innenwandnischen der Cella passen würde.

## Architektur

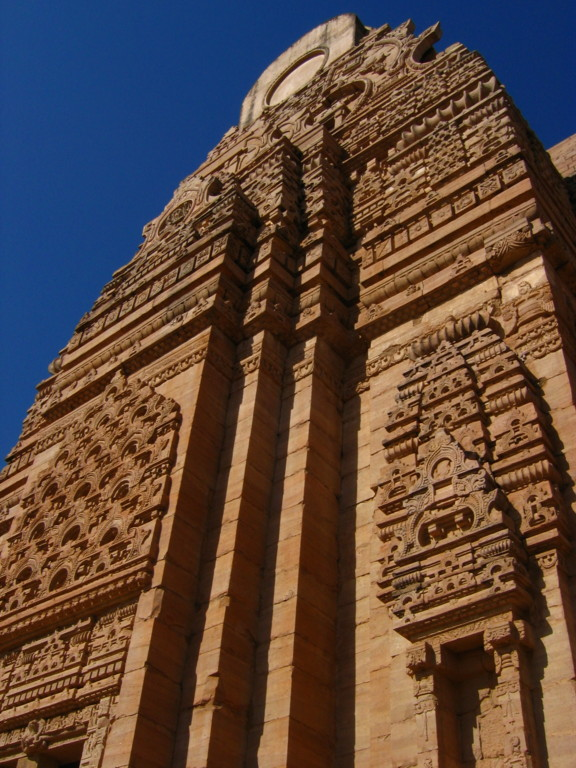
Teli-ka-Mandir – Gliederung der Außenwand. Das Dekor im unteren Bereich der Seitenfassade besteht aus großen udgama-Feldern und konvex gebogenen Shikhara-ähnlichen Blendaufsätzen oberhalb der seitlichen Wandnischen.

### Außenbau
Der auf querrechteckigem Grundriss erbaute Tempel ist nach Osten – also in Richtung Sonnenaufgang – orientiert und steht auf einer etwa 3 m hohen und vielfach abgestuften Sockelzone, die jedoch nicht als Umgangsplattform (jagati) ausgebildet ist. Er besteht aus einer im Äußeren ca. 15 m (innen ca. 7 m) breiten Cella (garbhagriha) und einem geschlossenen Vorbau (antarala); wie bei vielen Bauten der frühen Pratihara-Zeit fehlt eine seitlich offene Vorhalle (mandapa). Tempel und Vorbau sind zusammen etwa 16 m tief und mit seitlichen Scheinportalen versehen, die zu äußerst kleinräumigen – und wegen fehlender Treppenaufgänge nicht betretbaren – Nebenschreinen führen.
Die knapp 2 m dicken Außenwände des Teli-ka-Mandir sind – deutlich stärker als bei seinen viel kleineren Vorläufern – vielfältig gegliedert; diese Gliederungen lockern das Äußere des ansonsten eher blockhaft und massig wirkenden Tempels auf und tragen gleichzeitig zur Stabilisierung des Bauwerks bei.
Unterbau und leicht gekrümmter Turmaufbau des ca. 32 m hoch aufragenden Tempels (davon Sockelzone ca. 3 m) gehen – stärker als bei früheren Bauten – harmonisch ineinander über. Der reicher geschmückte Turmaufbau wird manchmal als Shikhara bezeichnet, obwohl er in seiner breitgelagerten Form – bedeckt von einem quergelagerten, tonnenartigen Aufbau (valabhi) – eher südindischen Tempelbauten vergleichbar ist. In der Frontalansicht ist dieser Aufsatz wie ein eigenständiges zweigeschossiges Bauwerk mit einer Vielzahl von Scheinfenstern (chandrasalas) gestaltet; große runde und völlig dekorlose Scheinfenster – sogenannte „Sonnenfenster“ – bilden die seitlichen Fronten.

### Innenraum
Über einen beinahe quadratischen und dekorlosen Vorraum mit einem zusätzlichen Fenster oberhalb des Portals erreicht man die rechteckige (ca. 9 m × 6 m) sowie ca. 4 m hohe Cella (garbhagriha) des Tempels. Allein schon durch ihre Dimension sowie sieben Wandnischen unterscheidet sie sich von den kleinen, normalerweise quadratischen und stets ungegliederten frühen Tempelräumen Nordindiens. Wandpfeiler und Architrave des Innenraums sind mit Flachreliefs (Rosetten bzw. Blattformen und Zackenfries) geschmückt. Es ist kein Kultbild oder Lingam im Innern mehr erhalten; auch andere figürliche Reliefs fehlen.

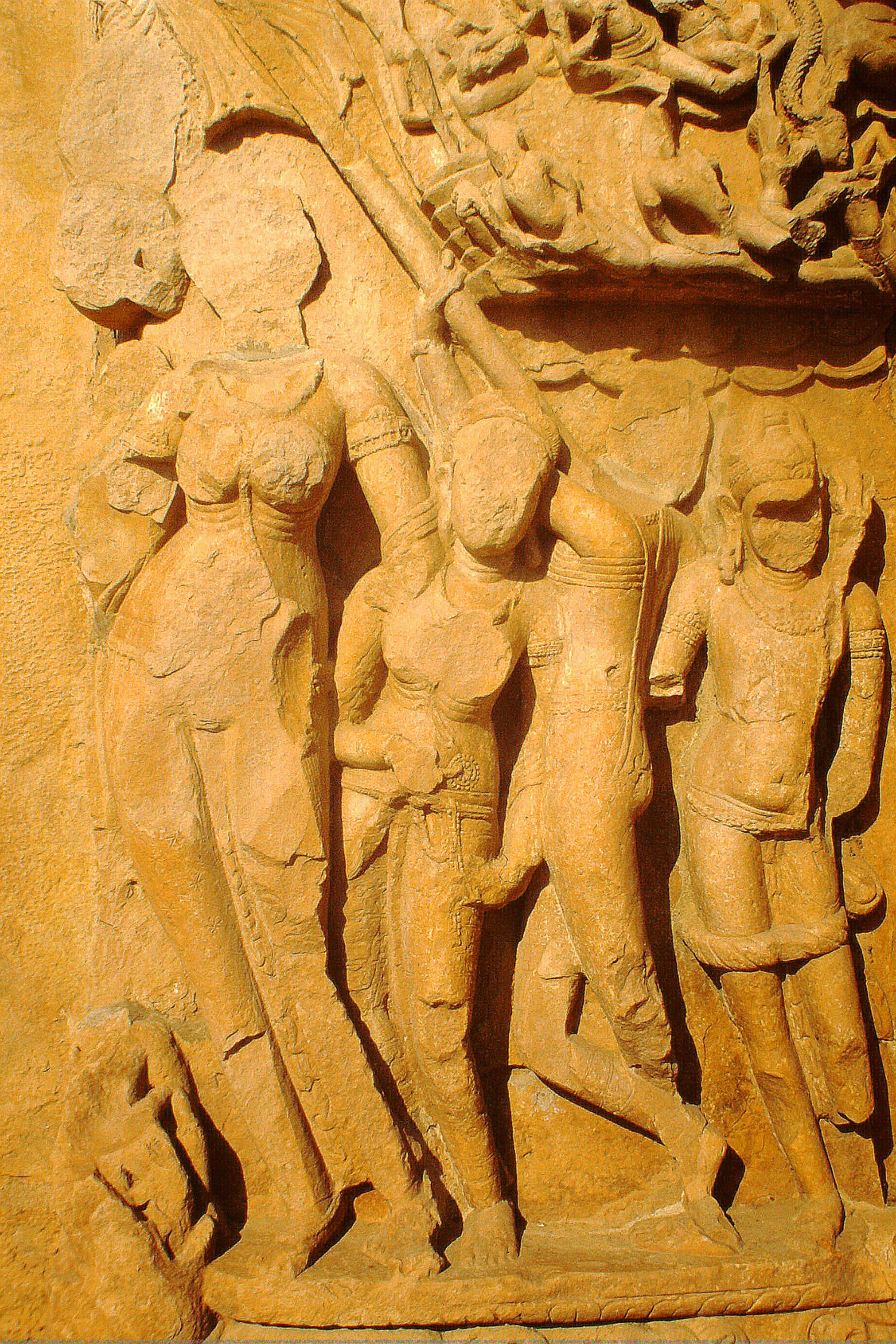
Teli-ka-Mandir – Yamuna mit kleineren Begleitfiguren: Schirmträgerinnen (chattra-darinis) und Türwächter (dvarapalas); darüber – oberhalb einer angedeuteten Wolke – himmlische Wesen (apsaras) mit Girlanden.

### Bauschmuck
Trotz des – auf den ersten Blick – massig wirkenden Baukörpers wird Stein- bzw. Wandsichtigkeit weitgehend vermieden: Die Flächen oberhalb der großen zentralen Außenwandnischen sowie Teile der Dachkonstruktion sind mit Dekorpaneelen (udgamas) bestehend aus kleinen – potentiell unendlich übereinander angeordneten – Fensternischen (chandrasalas) reich dekoriert. Oberhalb der seitlichen Fensternischen finden sich konvex gekrümmte Shikhara-Motive, was insofern bemerkenswert ist, als der Turm des Teli-ka-Mandir in ganz anderer Weise gestaltet ist. Als obere Abschlüsse der seitlichen Vorbauten finden sich große Scheinfenster, die in ihrer Ausprägung sehr den Chaitya-Fenstern und Fensternischen buddhistischer Höhlenklöster ähneln.
In den vielen kleinen und großen Außenwandnischen finden sich noch etliche erhaltene Götter-Bildnisse, die eher dem shivaitischen Kreis zuzuordnen sind (Lakulisha, Ganesha, Karttikeya). Aber auch andere Götter sind zu sehen: Brahma, Vishnu, Surya, Kubera, Vayu, Agni u. a.
Die riesige, mehrfach zurückgestufte und oben verbreiterte äußere Portalgewände öffnete sich ursprünglich zum dahinterliegenden Tempelvorraum (antarala); es ist unten mit Ganga- und Yamuna-Figuren, weiblichen Schirmträgerinnen (chattra-darinis) und männlichen Türwächtern (dvarapalas) geschmückt. In den Portalgewänden darüber sind Relieffelder mit Himmlischen Liebespaaren (mithunas) und Ornamenten (an Ketten hängende Glöckchen etc.) zu sehen; den oberen mittleren Abschluss bildet eine Garuda-Figur. Dieses Portal wurde später durch eine Wand mit einem viel kleineren Eingang und einem darüberliegenden Fenster geschlossen. Oberhalb der ursprünglichen Portalzone ist eine weitere Öffnung ohne jegliche dekorative Einfassung zu erkennen; dahinter liegt ein kleiner Raum, über dessen Zweck nur spekuliert werden kann – möglicherweise eine Kammer zur Aufnahme des Tempelschatzes. Der Eingang zur Cella (garbhagriha) ist weitaus kleiner dimensioniert und wiederholt im Wesentlichen den figürlichen und dekorativen Schmuck des äußeren Portals.

## Bedeutung
Der Teli-ka-Mandir zeigt – vor allem im Dekor – deutliche Bezüge zur Tempelarchitektur der Pratihara, der er auch zuzurechnen ist. Der ungewöhnliche, quergelagerte Tempelbau mit seinem tonnenähnlichen Dachaufbau (valabhi) ist jedoch nur durch südindische Einflüsse zu erklären, die bereits kurze Zeit früher beim Tempel Nr. 20 in Naresar wirksam wurden.
Die wuchtige und kompakte Architektur des Tempels, durch die er sich von allen anderen Tempelbauten im nordindischen Kulturraum deutlich abhebt, ist ohne Nachfolge geblieben.